# Brandas

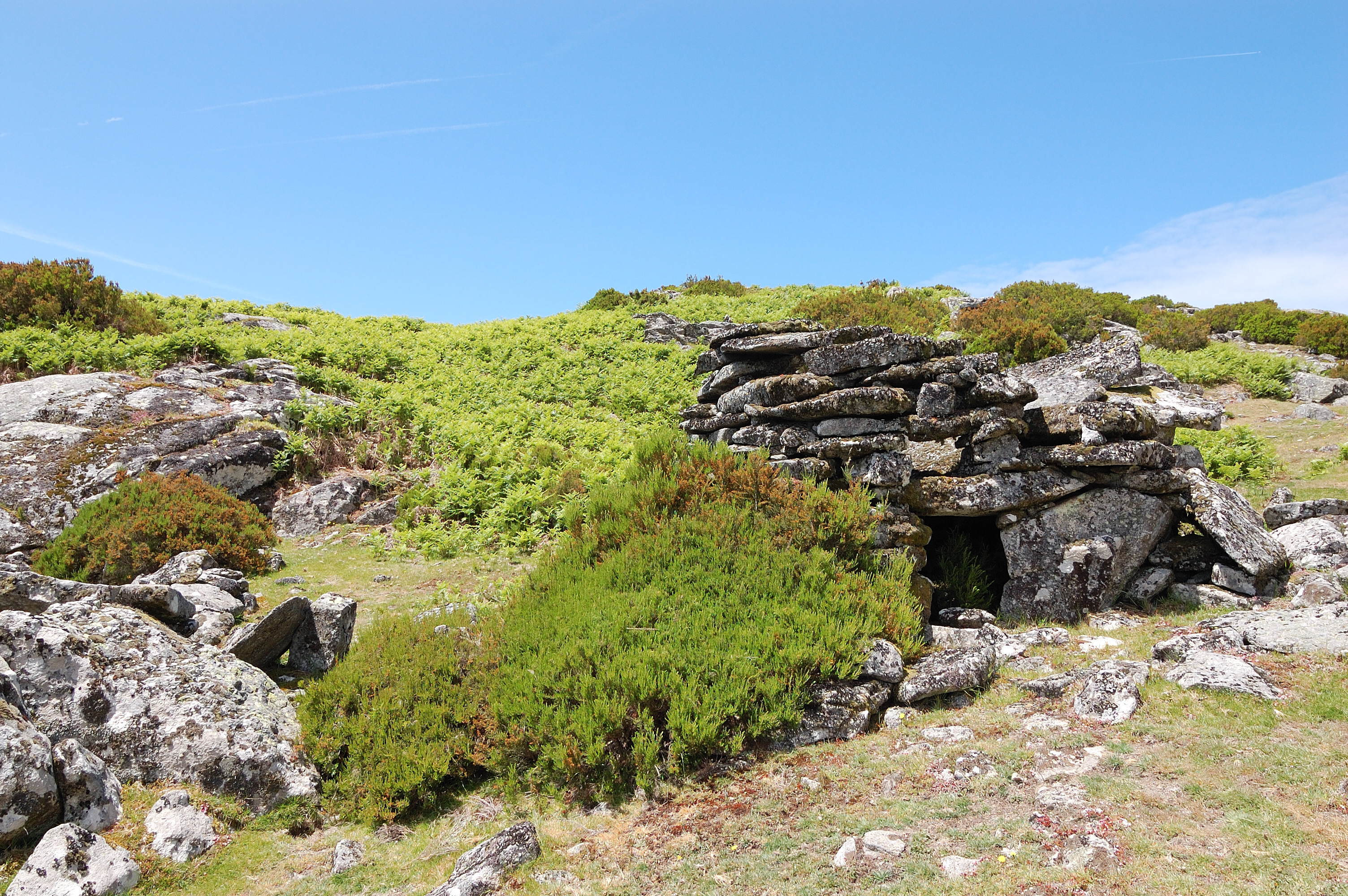
Branda de Gorbelas, em Arcos de ValdeVez

As Brandas são núcleos habitacionais temporários de verão, cuja origem se insere num processo de transumância em que as populações se deslocam das suas habitações de inverno para as zonas mais altas da serra, onde abundam pastos férteis para alimentar o gado. 
Constituídas por construções algumas vezes de dois pisos, um piso para habitação de pessoas e um piso inferior para estábulo de animais, construções estas que se designam por cardenhas (podendo ter outros nomes), as brandas são típicas do complexo sistema antigo de transumância das Serras do Soajo e da Peneda-Gerês, hoje integrado no Parque Nacional da Peneda-Gerês.
A aldeia onde a família passa o inverno chama-se Inverneira, localizada num vale, em zonas mais baixas. No fim do verão ou princípio do outono, as pessoas deixam as Brandas e descem para a Inverneira, onde permanecem aí até Março, altura em que voltam a subir para as Brandas para fazerem as sementeiras do centeio e deixar o gado a pastar. Hoje em dia, nas poucas aldeias que mantêm a tradição, as pessoas apenas levam os animais e alguns haveres, ao contrário de antigamente, em que as pessoas levavam até a mobília.